# Pedro Peña (attore)
Pedro Peña Allén (Tordehumos, 14 dicembre 1925 – Madrid, 2 ottobre 2014) è stato un attore spagnolo.

## Biografia
È noto per le interpretazioni di Manolo Martín in Médico de familia e di Antonio Milá in Paso adelante.

## Filmografia parziale
- Médico de familia – serie TV, 118 episodi (1995-1999)-ruolo:Manolo Martín
- Paso adelante – serie TV, 70 episodi (2002-2004)-ruolo:Antonio Milà

## Doppiatori italiani
- Dante Biagioni in Paso adelante